# カーライル (ペンシルベニア州)
カーライル（英: Carlisle）は、アメリカ合衆国ペンシルベニア州の町（ボロ）。カンバーランド郡の郡庁所在地である。カーライルという名前は地元ではイギリス英語で発音され、[kɑːrˈlaɪl] と第2音節にアクセントが来る。人口は2万0118人（2020年）。州都ハリスバーグの南西32キロメートル、カンバーランド・バレーの中に位置している。
カンバーランド郡、ドーフィン郡、ペリー郡で構成されるハリスバーグ・カーライル都市圏の小さな主要都市である。2010年、雑誌フォーブスがカーライルとハリスバーグを、家族を育てるための最良の場所リストで第2位に挙げていた。
アメリカ陸軍戦略大学がカーライル・バラックスにあり、戦略的な指導力を発揮することになる高水準の軍人と文民を育てている。カーライル・バラックスはアメリカ陸軍の施設の中でも最古クラスのものであり、教育機関としては最上級にあたる。ここにはアメリカ合衆国陸軍軍事遺産博物館もある。
町内にはディッキンソン大学とペンシルベニア州立大学ディッキンソン法学校がある。小売業のアホールドのアメリカ本社も町内にある。

## 歴史
1751年頃、アメリカ人開拓者ジョン・アームストロングがカーライル開拓地の地区割りを決めた。スコットランド・アイルランド系の移民が入植し、カンバーランド・バレーで農業を行った。住民はイングランドの北部カンブリアのカーライルの名前を採って姉妹都市とし、旧監獄はカーライル城に似せて建てることまでした（現在はカンバーランド郡が政府の事務所として使っている）。1757年、ジョン・スタンウィックス大佐がここにその作戦本部を造り、同年12月27日に准将に昇進された。アップステート・ニューヨークのスタンウィックス砦はこの将軍の名前を付けた。町の設立者ジョン・アームストロング・シニアは1758年にカーライルで生まれたジュニアの父となった。ジョン・スタンウィックスは1740年代にカーライル選出の国会議員となり、その姓である「スタンウィックス」はカンブリアのカーライルの北にある歴史ある村の名前である。「アームストロング」という姓はイングランドとスコットランドの国境とカーライル地区の略奪者によくあった名前である。
後のフレンチ・インディアン戦争のとき、1758年にカーライルでフォーブス遠征隊が組織され、戦争が終わった1763年に発生したポンティアックの反乱のためには、ヘンリー・ブーケットの遠征隊が組織された。
1773年、カーライル・グラマースクール（現ディッキンソン大学）がフロンティアにおけるラテン学校として開校された。
アメリカ独立戦争のとき、カーライルは弾薬保管所として活用された。この保管所が最後はカーライル・バラックスのアメリカ陸軍士官学校に発展した。
カーライルは1782年4月13日にボロとして法人化された。アメリカ独立宣言に署名したベンジャミン・ラッシュがカーライル・グラマースクールを発展させ、新しい国となったアメリカ合衆国では初めてのカレッジとなるディッキンソン大学として認可された。第15代アメリカ合衆国大統領ジェームズ・ブキャナンは1809年にディッキンソン大学を卒業した。1787年、アメリカ合衆国憲法に賛成するために行進が計画されたことに反応した反連邦党派がカーライルで暴動を始めた。1794年のウィスキー税反乱のとき、ジョージ・ワシントン将軍の指揮下にペンシルベニアとニュージャージー州の兵士がカーライルで集められた。大統領はハノーバー通りとハイ通りの角にある第一長老派教会で礼拝を行った。独立戦争の伝説となった女性の軍人、モリー・ピッチャーが1832年にカーライルで亡くなり、その遺骸はオールド墓地に埋葬された。彼女のためにホテルが1軒建設され、モリー・ピッチャー・インと呼ばれたが、あまり使われなかったためにその後改装された。
ディッキンソン法学校はディッキンソン大学の法学部門として1834年に設立され、アメリカ合衆国では古い方から5番目、ペンシルベニア州では最古の法学校となっている。1851年ボロ一般法（1852年改訂）が、カーライル・ボロ政府を管理するボロ立法委員会を承認している。カーライルは南北戦争の前に地下鉄道 (秘密結社)の停車駅として機能していた。
南北戦争のゲティスバーグ方面作戦で、フィッツヒュー・リー将軍の指揮するアメリカ連合国の軍隊が、1863年7月1日、カーライルの戦いのときに、町を攻撃し、砲撃した。歴史ある郡庁舎の正面にある柱には、今でも砲弾の痕が見られる。
アメリカ陸軍中尉リチャード・ヘンリー・プラットが1879年に、居留地にいるインディアンを連邦政府が初めて支援する学校として、カーライル・インディアン工業学校を設立した。アメリカ合衆国政府はカーライル・バラックスで、インディアンにその伝統的な部族文化を拒否し、白人社会に適応することを教える実験的教育機関としてこの学校を維持した。プラットは1903年に陸軍を退役し、1904年にはこの学校の校長として監督する職からも退いた。陸上競技、野球、アメリカンフットボールなどで幅広く活躍したジム・ソープが1907年にこの学校に入学し、1908年にはグレン・ワーナー（"ポップ"・ワーナー）のコーチ下にあるフットボールチームに入った。ソープはハーフバックを務め、1911年から1912年のシーズンで、強力校であるハーバード大学、ウェストポイントの陸軍士官学校、ペンシルベニア大学のチームを次々と破り、全国的な注目を集めた。1910年頃、詩人のマリアンヌ・ムーアがそこで教えていた。カーライル・インディアン学校は1918年に閉鎖された。
ディッキンソン法学校は1917年にディッキンソン大学から独立した。これは地元から大きな抗議にもめげず、独立した教育機関として再編したものだった。2000年にはペンシルベニア州立大学と合流し、ペンシルベニア州立大学ディッキンソン法学校となった。
カーライル歴史地区、カーライル・インディアン学校、ヘシアン火薬庫、カーライル武器庫、オールドウェスト・ディッキンソン大学はアメリカ合衆国国家歴史登録財に指定されている。

## 地理
カーライルはカンバーランド郡の中心より僅かに北東にあり、座標では北緯40度12分9秒 西経77度11分42秒 / 北緯40.20250度 西経77.19500度 (40.202553, −77.195016) に位置している。標高は146メートルである。大アパラチア・バレーに属するカンバーランド・バレーの中にあり、サスケハナ川の支流であるコノドギネット・クリークの南にある。その支流であるレトートスプリング・ランが町の東部を通って北に流れている。
カーライルは、ペンシルベニア州の南中部、州間高速道路76号線（ペンシルベニア・ターンパイク）と州間高速道路81号線の交差点の南西にあり、州都ハリスバーグから西南西に32キロメートルに位置している。道路を使えば、ボルチモア市の北西130キロメートル、フィラデルフィア市の西北西200キロメートルである。アメリカ合衆国国勢調査局に拠れば、領域全面積は5.54平方マイル (14.35 km2) であり、このうち陸地5.53平方マイル (14.33 km2)、水域は0.01平方マイル (0.02 km2)で水域率は0.14%である

## 経済
カーライルの過去の主要企業としては、カーライル・ラバー・アンド・タイヤ社（1917年創立）、マスランド・カーペット（1866年創立）、フロッグ・スウィッチ製造（ジョン・ヘイズが1876年創立）があった。カーライル・ラバー・アンド・タイヤ社とマスランド・カーペットは操業を停止し、その工場はどちらも2013年に解体された。
センチュリーリンクが町内でコールセンターを維持しており、Amazon.comは倉庫の1つを持っている。
町内にはスーパーマーケット・チェーンのジャイアント・フードの本社がある。

## 気候
カーライルは湿潤大陸性気候区（ケッペンの気候区分 Dfa）のなかにあり、夏は暑くて湿気ており、冬は寒い。年間の平均気温は 51.3 °F (10.7 °C) であり、 90 °F (32 °C) を超える日は平均16日、 32 °F (0 °C) 以下となるのは平均119日ある。年間降水量は38.8インチ (986 mm) である。降雪量は29.8インチ (757 mm) である。通常1月が最も寒い月であり、7月が最も暑い。9月は降水量が多い。過去最高気温は1966年に記録された 102 °F (39 °C)、過去最低気温は1994年に記録された −19 °F (−28 °C) である。
州間高速道路76号線と同81号線が交差する点にあることで、カーライルの大気汚染はアメリカ合衆国環境保護庁が「感受性の高い人々には危険」と考えるレベルに達することが多い。汚染物資はPM2.5、すなわち直径2.5ミクロン以下の粒子状物質である。
| カーライルの気候                       | カーライルの気候 | カーライルの気候 | カーライルの気候 | カーライルの気候 | カーライルの気候 | カーライルの気候 | カーライルの気候 | カーライルの気候 | カーライルの気候 | カーライルの気候 | カーライルの気候 | カーライルの気候 | カーライルの気候 |
| 月                                     | 1月              | 2月              | 3月              | 4月              | 5月              | 6月              | 7月              | 8月              | 9月              | 10月             | 11月             | 12月             | 年               |
| -------------------------------------- | ---------------- | ---------------- | ---------------- | ---------------- | ---------------- | ---------------- | ---------------- | ---------------- | ---------------- | ---------------- | ---------------- | ---------------- | ---------------- |
| 最高気温記録 °F （°C）                 | 71 (22)          | 77 (25)          | 85 (29)          | 93 (34)          | 95 (35)          | 98 (37)          | 102 (39)         | 100 (38)         | 98 (37)          | 89 (32)          | 82 (28)          | 77 (25)          | 102 (39)         |
| 平均最高気温 °F （°C）                 | 35 (2)           | 39 (4)           | 48 (9)           | 60 (16)          | 70 (21)          | 79 (26)          | 83 (28)          | 81 (27)          | 74 (23)          | 62 (17)          | 51 (11)          | 40 (4)           | 60.2 (15.7)      |
| 平均最低気温 °F （°C）                 | 20 (−7)          | 22 (−6)          | 30 (−1)          | 39 (4)           | 49 (9)           | 58 (14)          | 63 (17)          | 61 (16)          | 53 (12)          | 42 (6)           | 34 (1)           | 25 (−4)          | 41.3 (5.1)       |
| 最低気温記録 °F （°C）                 | −19 (−28)        | −6 (−21)         | 2 (−17)          | 13 (−11)         | 26 (−3)          | 37 (3)           | 44 (7)           | 42 (6)           | 31 (−1)          | 20 (−7)          | 6 (−14)          | −3 (−19)         | −19 (−28)        |
| 降水量 inch （mm）                     | 3.17 (80.5)      | 2.65 (67.3)      | 3.34 (84.8)      | 3.35 (85.1)      | 4.16 (105.7)     | 4.18 (106.2)     | 3.93 (99.8)      | 3.36 (85.3)      | 4.28 (108.7)     | 3.22 (81.8)      | 3.19 (81)        | 2.99 (75.9)      | 41.82 (1,062.1)  |
| 降雪量 inch （cm）                     | 9.0 (22.9)       | 8.9 (22.6)       | 6.1 (15.5)       | 0.6 (1.5)        | 0 (0)            | 0 (0)            | 0 (0)            | 0 (0)            | 0 (0)            | 0 (0)            | 1.7 (4.3)        | 6.0 (15.2)       | 32.3 (82)        |
| 出典：The Weather Channel; Weatherbase |                  |                  |                  |                  |                  |                  |                  |                  |                  |                  |                  |                  |                  |

## 人口動態
以下は2000年国勢調査による人口統計データである。
| 基礎データ - 人口: 17,970 人 - 世帯数: 7,426 世帯 - 家族数: 4,010 家族 - 人口密度: 1,277.8人/km2（3,308.9 人/mi2） - 住居数: 8,032 軒 - 住居密度: 571.1軒/km2（1,479.0 軒/mi2） 人種別人口構成 - 白人: 88.93% - アフリカン・アメリカン: 6.92% - ネイティブ・アメリカン: 0.14% - アジア人: 1.60% - 太平洋諸島系: 0.02% - その他の人種: 0.71% - 混血: 1.69% - ヒスパニック・ラテン系: 1.96% 年齢別人口構成 - 18歳未満: 18.6% - 18-24歳: 17.2% - 25-44歳: 25.3% - 45-64歳: 21.1% - 65歳以上: 17.8% - 年齢の中央値: 36歳 - 性比（女性100人あたり男性の人口） - 総人口: 84.2 - 18歳以上: 80.8 | 世帯と家族（対世帯数） - 18歳未満の子供がいる: 23.3% - 結婚・同居している夫婦: 40.3% - 未婚・離婚・死別女性が世帯主: 10.9% - 非家族世帯: 46.0% - 単身世帯: 39.3% - 65歳以上の老人1人暮らし: 14.4% - 平均構成人数 - 世帯: 2.10人 - 家族: 2.81人 収入と家計 - 収入の中央値 - 世帯: 33,969米ドル - 家族: 46,588米ドル - 性別 - 男性: 34,519米ドル - 女性: 25,646米ドル - 人口1人あたり収入: 21,394米ドル - 貧困線以下 - 対人口: 14.0% - 対家族数: 8.6% - 18歳未満: 21.7% - 65歳以上: 8.5% |

## 教育

### 高等教育機関
- ディッキンソン大学

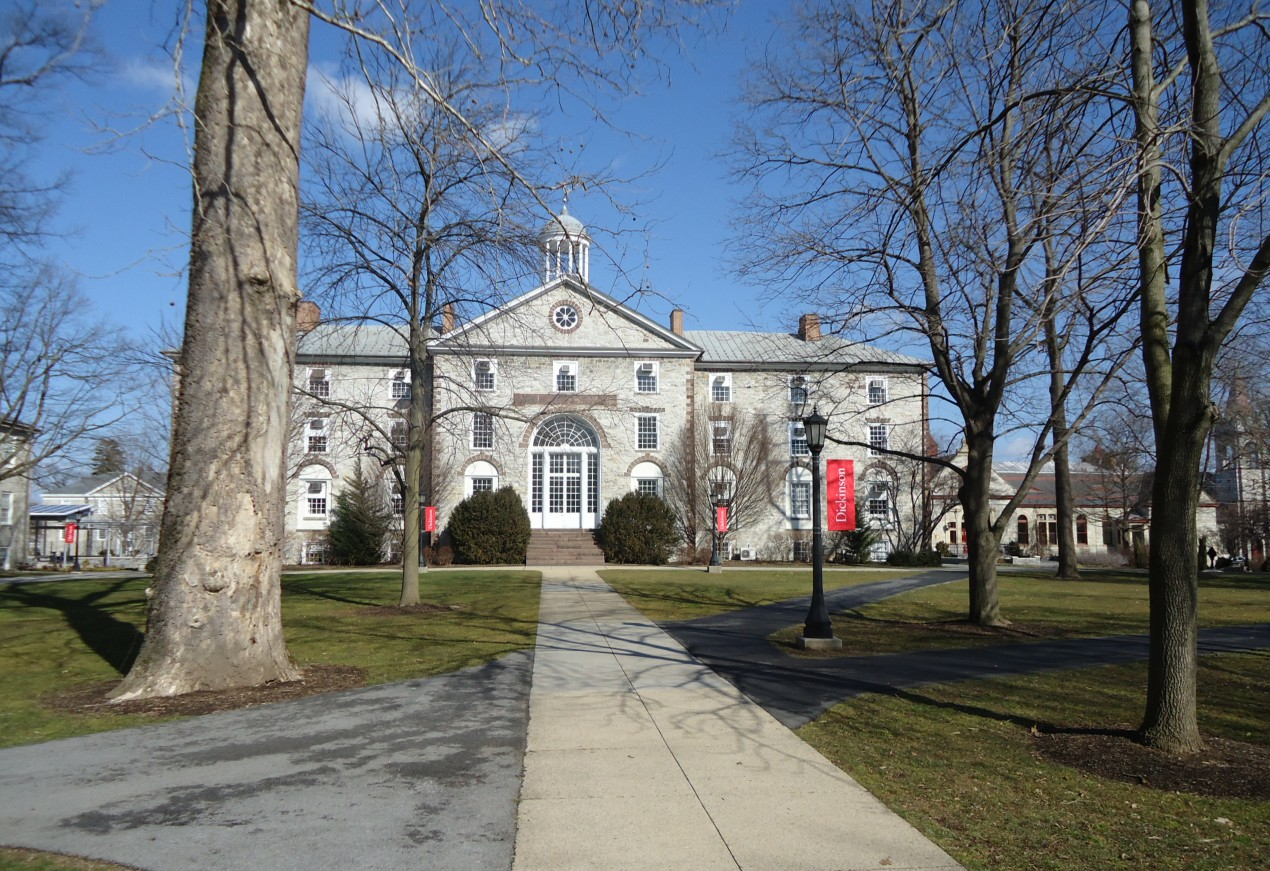
ディッキンソン大学

- ペンシルベニア州立大学ディッキンソン法学校
- アメリカ陸軍戦略大学

### 公立高校
- カーライル地域教育学区

### 私立学校
全米教育統計センターに拠れば、以下の私立学校がカーライルにある。
- カーライル・クリスチャン・アカデミー
- ブルーリッジ・メノナイト学校
- ディッキンソン大学児童センター
- ヒッドン・バレー学校
- セントパトリック学校
- クリスチャン・スクール・オブ・グレース・バプテスト教会

## メディア

### 印刷物
「ザ・センティネル」がカーライル唯一の日刊紙である。

### ラジオ
AM
| 周波数 | 識別信号 | 主たる放送分野           | 免許発行自治体 | 注釈 |
| ------ | -------- | ------------------------ | -------------- | ---- |
| 960    | WHYL     | 成人標準                 | カーライル     | -    |
| 1000   | WIOO     | カントリー・ミュージック | カーライル     | -    |

FM
| 周波数 | 識別信号 | 主たる放送分野           | 免許発行自治体           | 注釈                     |
| ------ | -------- | ------------------------ | ------------------------ | ------------------------ |
| 88.3   | WDCV-FM  | カーライル               | ディッキンソン大学ラジオ |                          |
| 93.1   | W226AS   | 現代キリスト教           | カーライル               | セラーズビルのWBYOを中継 |
| 97.9   | W250AP   | カントリー・ミュージック | カーライル               | WIOOを中継               |
| 101.7  | W269AS   | キリスト教               | カーライル               | ファミリーラジオ         |
| 102.3  | WCAT-FM  | カントリー・ミュージック | カーライル               | キャンプヒルからの放送   |

## 著名な出身者
- ジョン・アームストロング・ジュニア、アメリカ合衆国陸軍長官[23]
- アリス・ブリッジス（1916年-2011年）、水泳選手、20歳で出場した1936年のベルリンオリンピックで 100 m 背泳ぎで銅メダル、カーライルに住んだ
- ハロルド・グリーン（1955年-2014年）、アメリカ陸軍の軍人[24]、アフガニスタン紛争で戦死
- ロイス・ローリー、児童文学作家、 ニューベリー賞を二度受賞、カーライルが母の故郷であり子供時代を過ごした
- ジム・ソープ、スポーツ選手、現代スポーツで最も万能な選手と見られている
- ジェイムズ・ウィルソン、アメリカ独立宣言に署名、大陸会議代表に2度選ばれた、アメリカ合衆国憲法起草の中心となった

## 文化
カーライルは春から夏、秋を通じて車の展示会が多いことで知られている。定期的に開催される特殊車のショーに加えて、GM、フォード、クライスラーなどのショーが開催されている。
中央ペンシルベニア青年バレー団がカーライルを本拠にしており、国際的に知られている。
カーライルでは長年アメリカンフットボールのワシントン・レッドスキンズ（現コマンダース）がトレーニングキャンプを張っていた。1986年、コーナーバックのダレル・グリーンがディッキンソン大学で、40ヤード・ダッシュに4秒09を出した。この記録は非公式のものだが、正真正銘の記録として最速のものである。

## 消防団
カーライルには消防団が2つある。ユニオン消防団が中心街で、カーライル消防救急団が町の北部で活動している。
ユニオンは年間1,000件近い呼び出しに対応しており、また周辺地域も支援している。